# Kia Niro
Kia Niro (tiếng Hàn Quốc: 기아 니로) là dòng xe SUV crossover cỡ nhỏ (Phân khúc C) được sản xuất bởi Kia từ năm 2016.

## Doanh số
| Năm  | Châu Âu | Hoa Kỳ |
| ---- | ------- | ------ |
| 2016 | 8,562   |        |
| 2017 | 33,972  | 27,237 |
| 2018 | 44,225  | 28,232 |
| 2019 | 57,337  | 24,467 |
| 2020 | 77,830  | 17,434 |
| 2021 |         | 26,192 |